# Austrosaga spinifer
Austrosaga spinifer é uma espécie de insecto da família Tettigoniidae.
É endémica da Austrália.